# Filadelfia (Costa Rica)
Filadelfia è un distretto della Costa Rica, capoluogo del cantone di Carrillo, nella provincia di Guanacaste.